# Auditorium

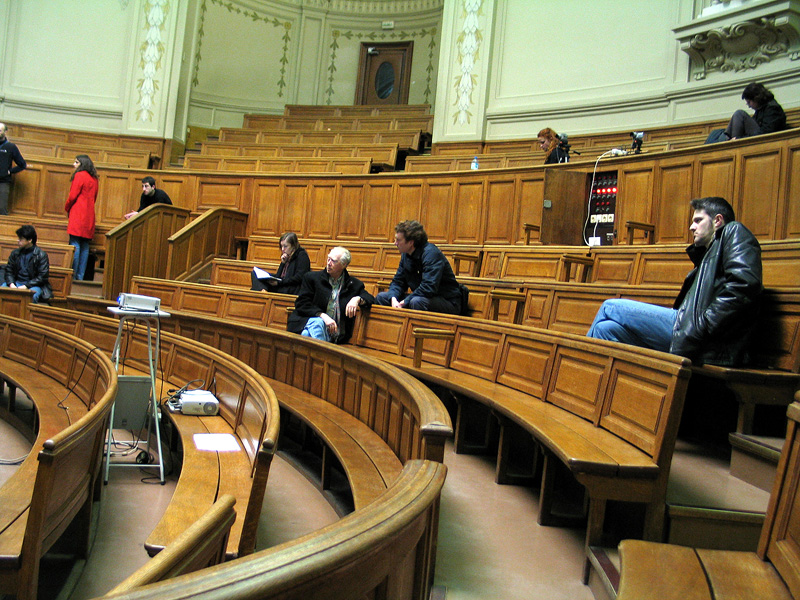
Auditorium pařížské Sorbonny

Auditorium (lat., z audire, slyšet a auditor, posluchač), česky posluchárna označuje prostor s dobrou akustikou, který je určen pro větší počet posluchačů.
Původně šlo o označení římského soudního dvora, později i síně pro audience či posluchárnu. V tomto posledním významu auditorium přetrvalo dodnes, kdy jde nejčastěji o univerzitní posluchárnu. Auditorium maximum označuje velkou („největší“) posluchárnu či aulu. Kromě toho může jít i o veřejný koncertní a přednáškový sál, případně pouze hlediště v tomto sále.

## Popis
Auditorium má umožnit velkému počtu posluchačů, aby dobře slyšeli, v klasických koncertních síních bez mikrofonů a reproduktorů. Proto mívají menší auditoria vyvýšené pódium, velká naopak stupňovitou podlahu a vzdálenější řady křesel nebo lavice jsou umístěny výše. Také strop bývá v moderních auditoriích různě tvarován, aby se dosáhlo dobré akustiky. Univerzitní posluchárny bývají dnes vybaveny zvukovou technikou, případně promítacím zařízením, přesto je důležité, aby všichni posluchači na přednášejícího viděli. Posluchači kromě toho potřebují aspoň malé stolky, aby si mohli dělat poznámky.